# AC 호르센스
AC 호르센스(AC Horsens)는 덴마크 호르센스의 축구 클럽으로, 현재 덴마크 수페르리가에서 활동하고 있다.
이 팀은 1994년에 호르센스 fS(Horsens fS, 1915년 창단)와 다그네스 IF(Dagnæs IF), 다그네스 B(Dagnæs B, 1940년 창단)를 합병해서 창단된 팀이다.

## 선수 명단

### 현역
참고: FIFA 자격 규정에 따라 소속된 국가대표팀 국기를 표시합니다. 선수는 복수의 FIFA 비회원국 국적을 가지고 있을 수 있습니다.
| 번호 | 포지션 | 국적         | 이름          |
| ---- | ------ | ------------ | ------------- |
| 1    | GK     | 크로아티아   | 마테이 델라치 |
| 8    | MF     | 코트디부아르 | 오딜론 쿠아시 |
| 27   | FW     | 뉴질랜드     | 엘리자 저스트 |

| 번호 | 포지션 | 국적   | 이름          |
| ---- | ------ | ------ | ------------- |
| 98   | MF     | 기니   | 소리 트라오레 |
| 99   | FW     | 감비아 | 오마르 자르주 |